# Gnamptodon sinuatus
Gnamptodon sinuatus är en stekelart som först beskrevs av Fischer 1965.  Gnamptodon sinuatus ingår i släktet Gnamptodon och familjen bracksteklar. Inga underarter finns listade i Catalogue of Life.